# سیارک ۷۴۸۳
سیارک ۷۴۸۳ (به انگلیسی: 7483 Sekitakakazu، نامگذاری:1994VO2) هفت هزار و چهارصد و هشتاد و سومین سیارک کشف شده‌است که در ۱ نوامبر ۱۹۹۴ کشف شد.
قدر مطلق سیارک برابر ۱۲٫۴۰ است.